# Gamal Hamza
Gamal Hamza (arab. جمال حمزة, ur. 5 grudnia 1981 w Kairze) – egipski piłkarz występujący na pozycji napastnika.

## Kariera klubowa
Gamal Hamza jest wychowankiem klubu Zamalek SC. Występował tu przeszło 10 lat. Ma na swoim koncie między innymi zwycięstwo w Afrykańskiej Lidze Mistrzów oraz dwa tytuły mistrza Egiptu. W czerwcu 2009 podpisał kontrakt z grającym w Bundeslidze FSV Mainz. Z drużyną pożegnał się jednak jeszcze przed końcem roku. W styczniu 2010 podpisał kontrakt z egipskim El-Gouna FC. Następnie grał w Misr Lel-Makkasa SC, irackim Al-Sinaa SC, gruzińskim Baia Zugdidi i rodzimym Haras El-Hodood SC.

## Kariera reprezentacyjna
Hamza w reprezentacji Egiptu zadebiutował w 2001 roku. Ostatni mecz rozegrał w 2007 roku. Na razie ma na swoim koncie 16 meczów i 4 bramki w dorosłej drużynie narodowej. Był także powołany na Puchar Narodów Afryki 2002 w Mali, gdzie jednak ani razu nie pojawił się na boisku.